# Roger Rességuier de Miremont
Roger Rességuier markiz de Miremont (ur. 25 grudnia 1806 w Tuluzie, zm. 29 kwietnia 1887 w Nisku) – rotmistrz w armii cesarskiej wywodzący się z rodu francusko-austriackiego, od 1867 roku właściciel Niska, które po jego śmierci odziedziczył jego syn, Olivier.

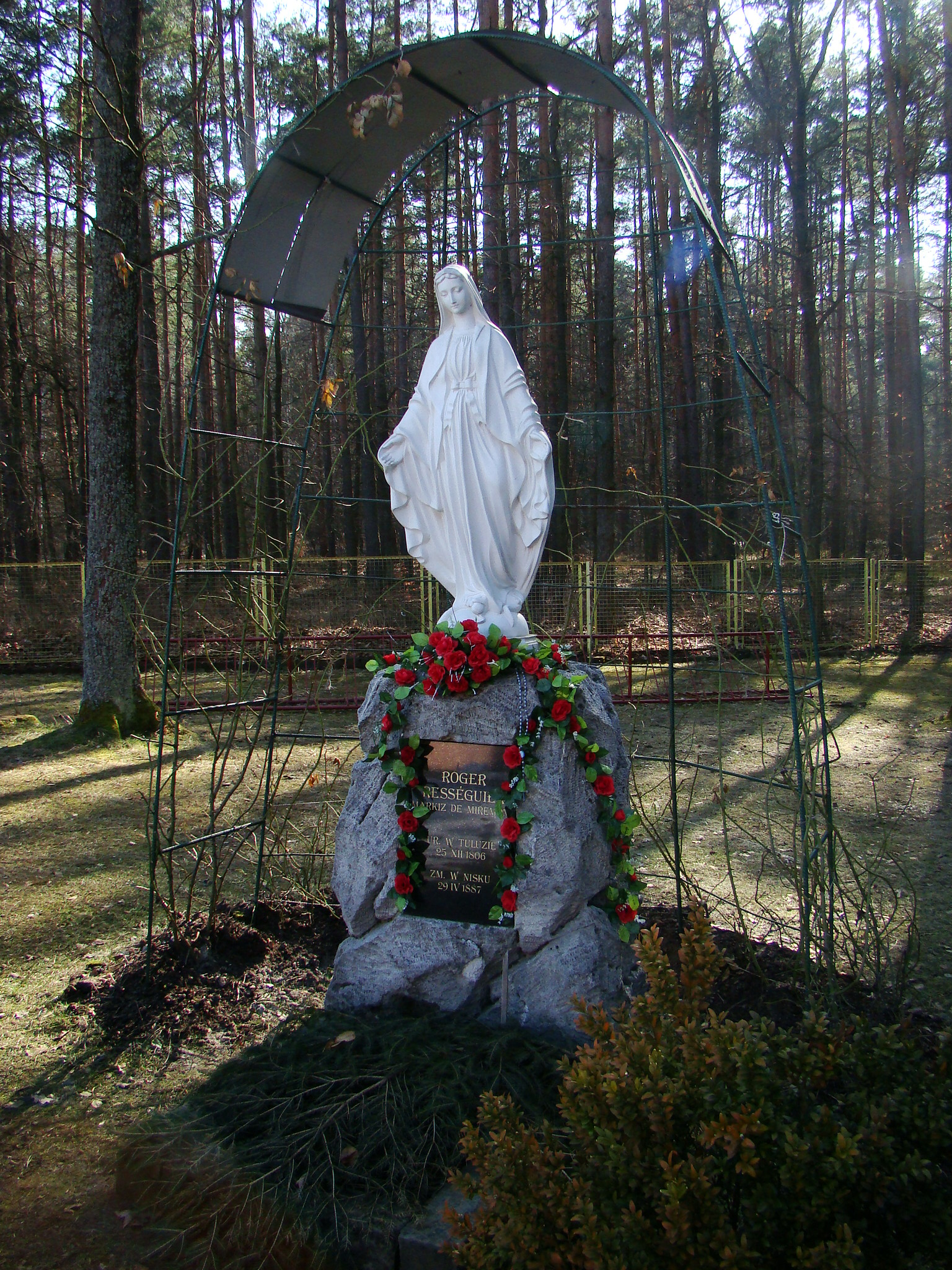
Grób Rogera Rességuiera na cmentarzyku rodziny Rességuier (Nisko, dzielnica Warchoły).